# Distretto di Gwanak
Gwanak (Hangŭl: 관악구; Hanja: 冠岳區) è un distretto di Seul. Ha una superficie di 29,57 km² e una popolazione di 520.849 abitanti al 2010.